# Bityla defigurata
Bityla defigurata är en fjärilsart som beskrevs av Walker 1865. Bityla defigurata ingår i släktet Bityla och familjen nattflyn. Inga underarter finns listade i Catalogue of Life.